# Senica
 Ovo je glavno značenje pojma Senica. Za Okrug pogledajte Okrug Senica.
Senica (njem. Senitz, mađ. Szenice)  je grad u zapadnoj Slovačkoj u Trnavskom kraju  upravno je središte Okruga Senica.

## Zemljopis
Senica se nalazi u tradicionalnoj pokrajini Záhorie, podno Mali Karpata. Kroz grad teče rječica Teplica koja se jugozapadno od grada ulijeva u Myjavu.

### Dijelovi grada
Senica se sastoji od četiri četvrti:
- Senica
- Čáčov (uključen u grad 1971.)
- Kunov (uključen u grad 1976.)
- Sotina (uključena u grad 1944.).

## Povijest
Povijest grada usko je vezana za dvorac Branč, koji je građen od 1251. – 1261. Senica se prvi puta spominje 1256., privilegije grada dobilla je 1396., a potvrđeno 1463. i 1492. godine. Na grad su utjecali turski ratovi, ustanici protiv Hasburgovaca, reformacije i protureformacije u 17. stoljeću. Godine 1746. Senica je postala okrug u okviru Nitranske županije. 

## Stanovništvo
| Godina:     | 1993.  | 2003.   | 2013.   | 2023.   |
| ----------- | ------ | ------- | ------- | ------- |
| Broj ljudi: | 20 812 | 21 061  | 20 318  | 19 280  |
| Razlika:    |        | +1,19 % | -3,52 % | -5,10 % |

| Godina:     | 2022.  | 2023.   |
| ----------- | ------ | ------- |
| Broj ljudi: | 19 430 | 19 280  |
| Razlika:    |        | -0,77 % |

Po popisu stanovništva iz 2021. godine grad je imao 19.875 stanovnika. Po popisu stanovništva u gradu živi najviše Slovaka.
- Slovaci 93,49 %
- Česi 1,1 %
- Romi 0,11 %
- Mađari 0,12 %

Prema vjeroispovijesti najviše je rimokatolika 36,61 %, ateista 42,36 % i luterana 12,52 %.

## Gradovi prijatelji
- Bač, Srbija (2004.)
- Herzogenbuchsee, Švicarska (2004.)
- Pułtusk, Poljska (2002.)
- Trutnov, Češka (1998.)
- Velké Pavlovice, Češka (2002.)

## Vanjske poveznice
- Službena stranica grada
- Turističke informacije o Senici  Arhivirana inačica izvorne stranice od 30. prosinca 2019. (Wayback Machine)

### Ostali projekti
|  | Zajednički poslužitelj ima još gradiva o temi Senica |